# 서성항
서성항은 전라남도 완도군 생일면 서성리, 생일도 섬에 있는 어항이다. 지방어항으로 지정하여 관리하고 있다. 시설관리자는 완도군수이다.

## 어항 시설
- 방파제 133m, 선착장 25m

## 어항 구역
본 항의 어항구역은 다음과 같다.
- 선착장 시점에서 남서쪽 120m지점을 시점으로 서방파제 시점 상단에서 정북으로 167m, 동방파제 곡점에서 정북으로 42m떨어진 꼭짓점과 남동쪽 116m지점을 종점으로 한 선내의 수역

## 개발계획
2004년 6월 26일 변경고시된 서성항 개발계획(사업비 51.6억원)은 다음과 같다.
- 서방파제 118m, 동방파제 145m, 호안 290m

## 주요 어종
- 도미, 문어, 장어